# Matelea delascioi
Matelea delascioi är en oleanderväxtart som beskrevs av G. Morillo. Matelea delascioi ingår i släktet Matelea och familjen oleanderväxter. Inga underarter finns listade i Catalogue of Life.